# Comunidad Africana Oriental
La Comunidad Africana Oriental (CAO), también denominada Comunidad de África Oriental y Comunidad de África del Este (CAE), (en inglés East African Community, EAC) es una unión aduanera del África Oriental, formada por  Kenia, Uganda, Tanzania, Burundi, Ruanda, Sudán del Sur. Congo y Somalia. Se fundó en enero de 2001 en una ceremonia celebrada en la ciudad de Arusha, en Tanzania, en la que se encuentra su sede, reavivando un proyecto similar abandonado en 1977.  El nuevo tratado EAC allanaba el camino para una unión económica y, en un futuro, política entre los tres países iniciales. Un tratado posterior, firmado en marzo de 2004 estableció una unión aduanera, que comenzó el 1 de enero de 2005. Según el tratado, Kenia, el más rico de los tres países iniciales, iba a pagar aranceles por las mercancías que entren en Uganda y Tanzania hasta 2010. Burundi y Ruanda se incorporaron en 2007, y Sudán del Sur en 2016. En 2022 se adhirió la República Democrática del Congo y el año siguiente se adhirió Somalia.
Los siete países que integran la Comunidad de África Oriental, han acordado adoptar una moneda única, que abarcaría a 135 millones de personas. La CAO es uno de los pilares de la Comunidad Económica Africana; tiene una unión aduanera desde 2005 y un mercado común desde 2010.
La CAO es un precursor potencial del establecimiento de la Federación de África Oriental, una propuesta de federación de sus miembros en un único Estado soberano. En 2010, la CAO puso en marcha su propio mercado común para bienes, trabajo y capital dentro de la región, con el objetivo de crear una moneda común y, con el tiempo, una federación política completa. En 2013, se firmó un protocolo en el que se esbozaban sus planes para poner en marcha una unión monetaria en un plazo de 10 años.  En septiembre de 2018, se formó un comité para iniciar el proceso de redacción de una constitución regional.

## Historia

### Formación y reforma

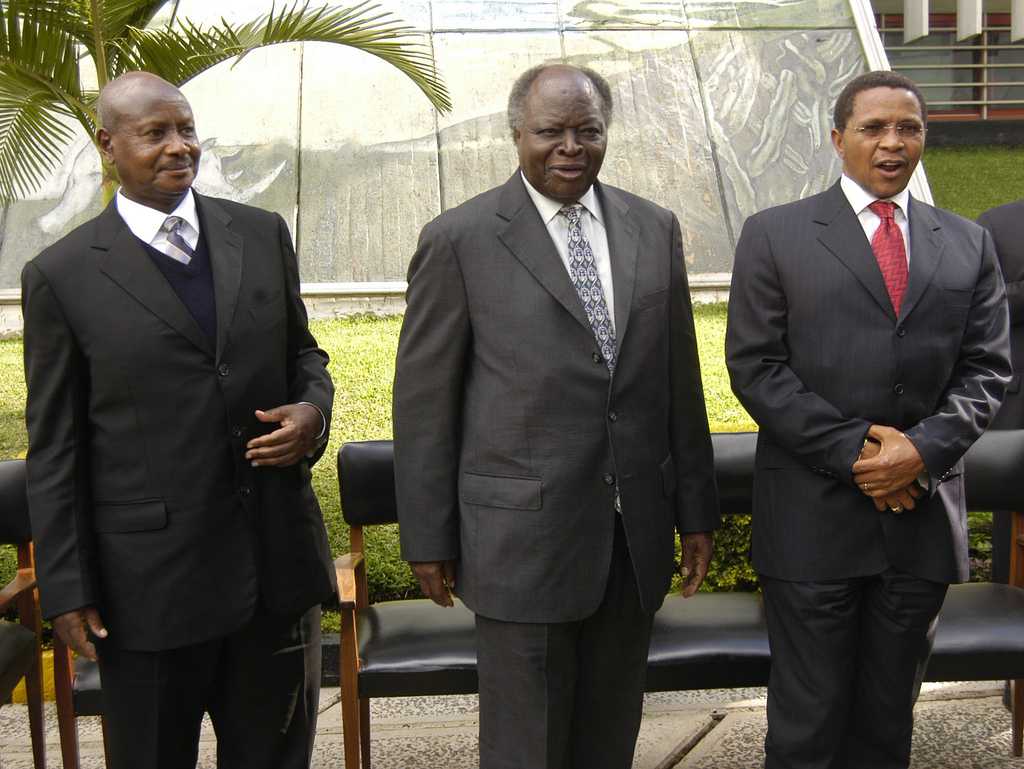
De izquierda a derecha: El presidente Yoweri Museveni de Uganda, el presidente Mwai Kibaki de Kenia y el presidente Jakaya Kikwete de Tanzania durante la octava cumbre de la CAO en Arusha, noviembre de 2006.

Kenia, Tanzania y Uganda cooperan entre sí desde principios del siglo XX. La East African Currency Board proporcionó una moneda común de 1919 a 1966. A la unión aduanera entre Kenia y Uganda en 1917, a la que Tanganica se unió en 1927, siguieron la Alta Comisión de África Oriental (EAHC) de 1948 a 1961, la Organización de Servicios Comunes de África Oriental (EACSO) de 1961 a 1967, y la CAO de 1967 a 1977. Burundi y Ruanda se adhirieron a la CAO el 6 de julio de 2009.
La cooperación interterritorial entre la Colonia de Kenia, el Protectorado de Uganda y el Territorio de Tanganica fue formalizada en 1948 por la EAHC. En ella se establecía una unión aduanera, un arancel exterior común, moneda y franqueo. También se ocupaba de los servicios comunes de transporte y comunicaciones, investigación y educación. Tras la independencia, estas actividades integradas se reconstituyeron y la EAHC fue sustituida por la EACSO, que muchos observadores pensaron que conduciría a una federación política entre los tres territorios. La nueva organización tropezó con dificultades debido a la falta de planificación y política fiscal conjuntas, las políticas políticas separadas y la posición económica dominante de Kenia. En 1967, la EACSO fue sustituida por la CAO. El objetivo de este organismo era reforzar los lazos entre los miembros mediante un mercado común, un arancel aduanero común y una serie de servicios públicos para lograr un crecimiento económico equilibrado en la región.
En 1977, la CAO se desmoronó. Las causas del colapso fueron, entre otras, las exigencias de Kenia de tener más escaños que Uganda y Tanzania en los órganos de decisión, desacuerdos con el dictador ugandés Idi Amin, que exigía que Tanzania, como estado miembro de la CAO, no diera cobijo a fuerzas que lucharan por derrocar al gobierno de otro estado miembro, y los dispares sistemas económicos del socialismo en Tanzania y el capitalismo en Kenia. Los tres Estados miembros perdieron más de sesenta años de cooperación y los beneficios de las economías de escala, aunque algunos funcionarios del Gobierno keniano celebraron el colapso con champán.
Los presidentes Daniel arap Moi de Kenia, Ali Hassan Mwinyi de Tanzania y Yoweri Kaguta Museveni de Uganda firmaron el Tratado de Cooperación de África Oriental en Kampala el 30 de noviembre de 1993 y establecieron una Comisión Tripartita de Cooperación. 1993 y estableció una Comisión Tripartita de Cooperación. Se inició un proceso de reintegración que incluía programas tripartitos de cooperación en los ámbitos político, económico, social y cultural, investigación y tecnología, defensa, seguridad y asuntos jurídicos y judiciales.
La CAO se reactivó el 30 de noviembre de 1999, cuando se firmó el tratado para su restablecimiento. Entró en vigor el 7 de julio de 2000, 23 años después del colapso de la anterior comunidad y sus órganos. En marzo de 2004 se firmó una unión aduanera, que entró en vigor el 1 de enero de 2005. Kenia, el mayor exportador de la región, siguió pagando derechos sobre las mercancías que entraban en los otros cuatro países en una escala decreciente hasta 2010. Se aplicará un sistema común de aranceles a las mercancías importadas de terceros países. El 30 de noviembre de 2016 se declaró que el objetivo inmediato sería la confederación en lugar de la federación. 

## Miembros
- Kenia (2001)
- Uganda (2001)
- Tanzania (2001)
- Burundi (2007)
- Ruanda (2007)
- Sudán del Sur (2016)
- República Democrática del Congo (2022)
- Somalia (2023)

La región africana oriental abarca casi 2 millones de kilómetros cuadrados, unas 100 millones de personas (aprox. 2005) e importantes recursos naturales. Mientras Kenia y Tanzania han conseguido una paz relativa desde su independencia; Uganda, Burundi, Ruanda, Sudán del Sur y Somalia han sufrido guerras y devastación. Así la CAO buscaría mantener la estabilidad y prosperidad en medio de conflictos actuales como el del sur de Sudán, cuerno de África y la zona del Congo.

## Política
Sin embargo, se ha argumentado que los puntos en común son mucho más profundos. Muchas de las élites nacionales con edad suficiente para recordar la antigua CAO suelen compartir recuerdos y un agudo sentimiento de pérdida por su eventual disolución. Más cínicamente, otros han argumentado que esta ambición histórica proporciona a los políticos la capacidad de presentarse como estadistas y representantes de un interés regional mayor. Además, las instituciones de la CAO aportan nuevos poderes significativos para disponer y deponer a quienes sirven en ellas.
Algunos han cuestionado hasta qué punto las visiones de una unión política son compartidas fuera de la élite y de las personas relativamente mayores, argumentando que la masa juvenil de la población no está bien informada sobre el proceso en ninguno de los países. Otros han señalado un mayor sentido de la identidad de África Oriental que se desarrolla a partir de las comunicaciones modernas. Para ellos, la visión compartida de un África Oriental unida políticamente es encomiable y un motor potencial para el cambio. El compromiso con la idea formal de la CAO es relativamente estrecho, tanto en términos sociales como generacionales, por lo que muchos han cuestionado el calendario del proyecto. La aceleración de la unión política se debatió por primera vez en 2004 y contó con el consenso de los tres presidentes de Kenia, Tanzania y Uganda. Así, se encargó a un comité de alto nivel encabezado por Amos Wako, de Kenia, que investigara la posibilidad de acelerar la integración para lograr la federación política antes de lo previsto. Sin embargo, se ha expresado la preocupación de que unos cambios rápidos permitirían una política popular reaccionaria contra el proyecto. Sin embargo, se ha argumentado que al principio habría que hacer frente a unos costes elevados y que acelerar el proyecto permitiría ver antes los beneficios.
Sigue habiendo importantes diferencias políticas entre los estados. El éxito de Museveni en la obtención de su tercer mandato suscitó dudas en los demás países. El predominio del partido único en los parlamentos tanzano y ugandés resulta poco atractivo para los kenianos, mientras que la política étnica de Kenia sigue ausente en Tanzania. Ruanda tiene una cultura política distintiva con una élite política comprometida con la construcción de un Estado desarrollista.
Otros problemas tienen que ver con la reticencia de los Estados a abandonar su participación en otros grupos regionales, por ejemplo, La retirada de Tanzania del COMESA, pero su permanencia en el bloque de la SADC para las negociaciones del Acuerdo de Asociación Económica con la Unión Europea. Muchos tanzanos también están preocupados porque la creación de un mercado común significa eliminar los obstáculos a la libre circulación de mano de obra y capital. La libre circulación de la mano de obra puede percibirse como muy deseable en Uganda y Kenia, y tener importantes beneficios para el desarrollo en Tanzania; sin embargo, en Tanzania existe una resistencia generalizada a la idea de ceder derechos sobre la tierra a los extranjeros, incluidos los ciudadanos de Kenia y Uganda.
Según encuestas oficiosas, la mayoría de los tanzanos (80%) tienen una opinión desfavorable de la Federación de África Oriental. Tanzania tiene más tierras que todas las demás naciones de la CAO juntas (al menos hasta la adhesión de Sudán del Sur), y algunos tanzanos temen que los actuales residentes de las demás naciones miembros de la CAO se apropien de ellas.

### Gobernanza

#### Tribunal de Justicia de África Oriental
El Tribunal de Justicia de África Oriental es el brazo judicial de la comunidad.

#### Asamblea Legislativa de África Oriental
La Asamblea Legislativa de África Oriental (EALA) es el brazo legislativo de la comunidad. Está compuesta por 27 miembros elegidos por las Asambleas Nacionales o Parlamentos de los Estados miembros de la Comunidad. La EALA tiene funciones de supervisión en todos los asuntos que competen a la comunidad y entre sus funciones se incluyen debatir y aprobar el presupuesto de la comunidad, debatir todos los asuntos que atañen a la comunidad y hacer las recomendaciones al consejo que considere necesarias para la aplicación del tratado, servir de enlace con las Asambleas o Parlamentos Nacionales en asuntos que atañen a la comunidad y crear comités para los fines que considere necesarios. Desde su inauguración en 2001, la EALA ha celebrado varias sesiones plenarias en Arusha, Kampala y Nairobi.
El presidente de la Asamblea es Dan Kidega, de Uganda, que sustituyó a Margaret Zziwa, también de Uganda, tras ser destituida; había sucedido a Abdirahin Haithar H. Abdi, de Kenia. A la asamblea se le han atribuido proyectos de ley cruciales, en particular los relativos al comercio regional e internacional, incluida la postura de la CAO en cuestiones como la Organización Mundial del Comercio y el transporte en el Lago Victoria.

## Pasaporte común
El pasaporte de África Oriental fue lanzado oficialmente el 1 de abril de 1999 para facilitar el cruce de fronteras entre estos países africanos y dará derecho a kenianos, tanzanos y ugandeses a una estancia de seis meses renovables en cualquiera de los países. Este pasaporte se expide en las sedes de los respectivos Departamentos de Inmigración en Nairobi, Kampala y Dar es Salaam. Costará el equivalente a 10 dólares estadounidenses y las solicitudes tardan en tramitarse de dos a tres semanas. A pesar de que el pasaporte sólo es válido dentro de la CAO, se pretende internacionalizarlo con otros países del África Oriental.